# Godfried Schalcken

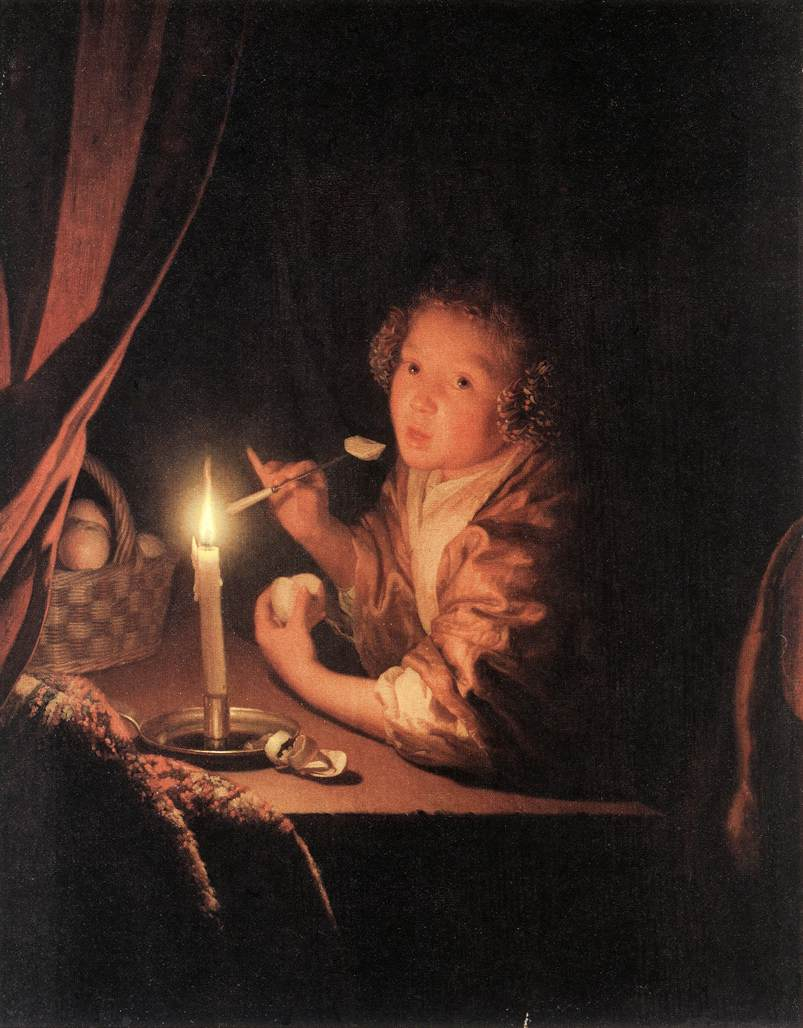
Flicka som äter ett äpple, mellan 1675 och 1680.

Godfried Schalcken (även Gottfried Schalken), född 1643 i Made nära Dordrecht, död 16 november 1706 i Haag, var en holländsk genre- och porträttmålare.

## Biografi
Schalken var först elev av Samuel van Hoogstraten i Dordrecht och senare av Gerard Dou i Leiden, men bosatte sig 1665 åter i Dordrecht, där han var fänrik i skyttegillet. Han vistades 1692 i London, där han blev mycket uppskattad, och slog sig därpå ned i Haag, där han sedan förblev, med undantag av en kortare vistelse i Düsseldorf 1703 där han var anställd hos hertigen Johan Vilhelm av Pfalz.
Hans av samtiden och icke minst av tyska småfurstar mycket högt uppskattade, under stark påverkan av Dou utförda genrestycken, de flesta med ljusskensbelysning, i vilka bilder hans glatta, hårda och minutiösa maner verkar mindre störande än i hans dagsljusbilder, träffas i de flesta museer och större privatsamlingar, i likhet med hans i allmänhet dock mindre lyckade porträtt, till exempel hans bild av Vilhelm III i Amsterdams Rijksmuseum, där konungens ansikte belyses av ett ljus, som han håller i handen.
Det är likväl att märka, att Schalkens färger under tidernas lopp undergått kemiska förändringar, så att karnationen fått en dragning i tegelröd, som den säkerligen inte haft från början. Kopior och imitationer efter Schalkens arbeten är inte sällsynta i Sverige, men såvida bekant är, finns bara två äkta målningar av hans hand: en Druvklase med fjärilar i Nationalmuseum (det ena av två nu kända stilleben av honom) och ett Gossporträtt (daterad London 1693) i Stockholms universitets konstsamling.
Schalkens mörka tavlor inspirerade den iriska författaren Sheridan Le Fanu till en novell med namnet "Strange Event in the Life of Schalken the Painter".